# زارزاند داریان
زارزاند داریان (ارمنی: Զարզանդ Դարյան؛ زادهٔ ۲۵ فوریهٔ ۱۹۱۲ - درگذشته ۲۸ اکتبر ۱۹۸۴)، رمان‌نویس، داستان کوتاه‌نویس و نمایشنامه‌نویس اهل ارمنستان بود.

## زندگی‌نامه
وی با نام اصلی زارزاند موسیسیان در ۲۵ فوریهٔ ۱۹۱۲ در روستای hy:Կոփ در نزدیکی hy:Բուլանըխի գավառակ در شمال شرق دریاچه وان به دنیا آمد و از دانشگاه دولتی ایروان فارغ‌التحصیل شد. وی عضو حزب کمونیست اتحاد شوروی بود. داریان همچنین برندهٔ جوایزی همچون نشان پرچم سرخ کار و نشان دوستی خلق شده‌است. وی در ۲۸ اکتبر ۱۹۸۴ در سن ۷۲ سالگی در ایروان درگذشت و در روستای بوژاکان، استان کوتایک به خاک سپرده شد.